# Колыбельная региона Тюгоку
Колыбельная региона Тюгоку (яп. 中国地方の子守歌 Тю:гоку-тихо: но комориута) — народная японская колыбельная песня. В ней поющий уговаривает ребёнка уснуть и обещает, что на следующий день семейство понесёт ребёнка в синтоистский храм и совершит там ритуал «мия-маири»: попросит у духов здоровья и счастья для своего новорождённого, поскольку со дня рождения младенца истекает положенное число дней для этого ритуала.
Исторически «Колыбельная региона Тюгоку» была распространена в районе города Ибара и посёлка Якаге префектуры Окаяма, а также на островах Гэйё Внутреннего Японского моря, хотя слова и мелодия в разных местностях отличались.
В 1928 году композитор Косаку Ямада сделал аранжировку мелодии колыбельной. Ямада узнал о песне от певца Тайси Уэно (上野耐之, 1901—2001), уроженца Ибары. Уэно однажды рассказал Ямаде о колыбельной, которую пела ему мать, и Ямаде она очень понравилась. В композиторской обработке колыбельная стала известна по всей стране. Позже в Ибаре был установлен мемориальный камень со словами и нотами колыбельной около художественного музея Дэнтю, а также несколько других мемориальных знаков, посвящённых этой песне. Мелодия «Колыбельной региона Тюгоку» используется в часах на здании городского муниципалитета Ибары.
Российский анимационный проект «Колыбельные мира», создающий мультфильмы для колыбельных песен разных народов, использовал эту песню в исполнении Митии Михаси в качестве японской колыбельной. Видеоряд мультфильма слабо связан со словами песни и рассказывает легенду о Пастухе и Ткачихе, лежащую в основе традиционного японского праздника Танабата.

## Текст
| Японский | Транскрипция | Перевод |
| --- | --- | --- |
| ねんねこ しゃっしゃりませ 寝た子の かわいさ 起きて 泣く子の ねんころろ つらにくさ ねんころろん ねんころろん ねんねこ しゃっしゃりませ きょうは 二十五日さ あすは この子の ねんころろ 宮詣り ねんころろん ねんころろん 宮へ 詣った時 なんと言うて 拝むさ 一生 この子の ねんころろ まめなように ねんころろん ねんころろん | Нэннэко сяссяримасэ, Нэта ко но каваиса. Окитэ наку ко но, Нэнкороро, цураникуса. Нэнкоророн, нэнкоророн. Нэннэко сяссяримасэ, Кё: ва нидзю:го нити са. Асу ва коно ко но, Нэнкороро, мия-маири. Нэнкоророн, нэнкоророн. Мия э маитта токи, Нан то ю:тэ огаму са. Иссё коно ко но Нэнкороро, мамэ на ё: ни. Нэнкоророн, нэнкоророн. | Баю-бай, засыпай, У спящей детки такое милое личико, А у не спящей и плачущей, Баю-бай, такое противное. Баюшки-баю, баюшки-баю. Баю-бай, засыпай, Сегодня двадцать пятый день со дня рождения, Завтра мы нашу детку Баю-бай, в храм понесём Баюшки-баю, баюшки-баю. А как придём в храм, О чём будем молиться? Чтобы детка всю жизнь была Баю-бай, здоровой. Баюшки-баю, баюшки-баю. |